# Абу Караб Асад
Туба Абу Карад Асад (Абу Карад) ја био химијарски краљ Јемена. Туба је звање које значи “онај који прати сунце као сенка” ; Абу Караб заначи “отац снаге и чврстине”. Владао је Јеменом у периоду 390-420. године нове ере. Абу Караб се обично наводи као први од неколико краљева Арабије који су прешли на јудаизам.

## Позадина
У петом веку Арабија се налазила између два супротстављена царства, хришћанске Византије и заратустријанске Персије. Високо цењени индијски зачини испоручивани су преко трговачких путева који су водили преко Арабије. Неки историчари верују да је преобарћење на јудаизам било средсто помоћу кога су становници арабије покушали да сачувају своју неутралност насупрот двема силама у свом суседству, како би очували свој просперитет. Неки други кажу да су филозофија и правила јудаизма била атрактивна за пагане Арабије.

## Преобраћење
Док се већина извора слаже да је Абу Караб био први краљ Химјара који је пређу у јудаизам, околности његовог перобраћања су уроњене у митове и легенде. Према традиционалном извору, Ебу Караб предузео војну експедицију да би елиминисао све већи утицај Византије у својим северним провинцијама. Његове снаге су стигле до Медине, која је тада била позната као “Јахтриб”. Не налазећи на никакав отпор, они су прошли кроз град, остављајући једног од краљевих синова као управитеља града. Међутим, неколико дана касније, становници Јахтриба су погубили новог управитеља града, краљевог сина. По пријему вести, краљ је са својим трупама кренуо да се освети за смрт свога сина, и уништи град. Он је наредио да се све палме око града посеку, јер су стабла била главни извор прихода становника града, а затим је започела опсада града.
Јевреји који су живели у Јатрибу борили су се заједно са својим суседима, паганским Арапима покушавајући да заштите свој град. Током опсаде, Абу Караб разболео. Два локална јеврејска мудраца, по имену Каб и Асад, искористили се прилику да оду у његов камп, и убедили га да подигне опсаду. Научници су такође надахнули код краља интересовање за јудаизм, а он је прешао на јудаизам 390. године, и убедио своју војску да учини исто. Каба и Асад су се затим заједно са Абу Бакаром вратили у његово краљевство, где су они били у мисији како би помогли да се становништво преобрати у јудаизам. Међутим, иако неки научници кажу да је становништво да је велика већина становника преобраћена у јудаизам, други су мишљења да је само око половина преобраћена у јудаизам, а остатак је наставио да следи своја паганска веровањима и посећује паганске храмове. Међу онима који су се преобаћени у јудаизам је био и Харит ибн Амру, братнац Абу Караба, кога Абу Караб именовао Вице -краљем од Мадитеса на Црвеном мору, и главним управником Меке и Јатхриба.
Туба Абу Бакар је говорио да ће бити убијен од стране сопствених војника, који су били уморни од његових сталних војних похода. Иза себе је оставио три сина: Хасана, Амру и Зораха (Јусуф).
Један од противника тезе да је Абу Бакар прешао на јудаизам био је Ј. Р. Портер. Пишући 1980-их, Потер је тврдио да су се, извори о Карабовом преобраћењу појавили много касније због чега се сматрају непоузданим. Портер је поред тога признао да би прелазак на јудаизам с Карабове стране могао бити веродостојан под утицајем моћноих јеврејских племена у Јахтрибу. Портер наводи да је каснији краљ Химијара Ду Нувас (517–525 н. е.) сигурно прешао на јудаизам.

## Археолошки докази
Иако је последњи јеврејски краљ Јемена, Ду Нувас, био надјачан 525. године н. е. када су га поразили хришћански освајачи из Етиопије и окупирали његову државу, остала јеврејска краљевства у Арабији наставила су да постоје до 620. године н. е. Последња од њих уништена су са успоном ислама. Археолози су открили натписе из петог и шестог века који садрже јеврејске верске појмове као што су: "Рахман" ( "милостиви," божански епитет), "Бог Израела", и "Господара Јудина".